# Spike (album d'Elvis Costello)
Pour les articles homonymes, voir Spike.
Albums de Elvis Costello
Girls Girls Girls
(1989) Mighty Like a Rose
(1991)
Spike (6 février 1989) est un album d'Elvis Costello. C'est son premier album pour Warner Bros., et contient l'un de ses plus grands tubes : Veronica, coécrite avec Paul McCartney.

## Liste des pistes

### Album d'origine
| No  | Titre                     | Auteur                   | Durée |
| --- | ------------------------- | ------------------------ | ----- |
| 1.  | ...This Town...           | Declan MacManus          | 4:30  |
| 2.  | Let Him Dangle            | MacManus                 | 4:45  |
| 3.  | Deep Dark Truthful Mirror | MacManus                 | 4:06  |
| 4.  | Veronica                  | MacManus, Paul McCartney | 3:09  |
| 5.  | God's Comic               | MacManus                 | 5:31  |
| 6.  | Chewing Gum               | MacManus                 | 3:47  |
| 7.  | Tramp the Dirt Down       | MacManus                 | 5:44  |
| 8.  | Stalin Malone             | MacManus                 | 4:09  |
| 9.  | Satellite                 | MacManus                 | 5:44  |
| 10. | Pads, Paws and Claws      | MacManus, McCartney      | 2:56  |
| 11. | Baby Plays Around         | MacManus, Cait O'Riordan | 2:48  |
| 12. | Miss Macbeth              | MacManus                 | 4:25  |
| 13. | Any King's Shilling       | MacManus                 | 6:06  |
| 14. | Coal-Train Robberies      | MacManus                 | 3:18  |
| 15. | Last Boat Leaving         | MacManus                 | 3:30  |

### Pistes supplémentaires (réédition Rhino Records de 2001)
| No  | Titre                                                 | Auteur                    | Durée |
| --- | ----------------------------------------------------- | ------------------------- | ----- |
| 16. | Miss Macbeth (Demo)                                   |                           | 3:50  |
| 17. | ...This Town... (Demo)                                |                           | 3:49  |
| 18. | Deep Dark Truthful Mirror (Demo)                      |                           | 4:07  |
| 19. | Coal Train Robberies (Demo)                           |                           | 2:51  |
| 20. | Satellite (Demo)                                      |                           | 4:50  |
| 21. | Pads, Paws and Claws (Demo)                           | MacManus, McCartney       | 2:07  |
| 22. | Let Him Dangle (Demo)                                 |                           | 3:39  |
| 23. | Veronica (Demo)                                       | MacManus, McCartney       | 5:19  |
| 24. | Tramp the Dirt Down (Demo)                            |                           | 5:19  |
| 25. | Baby Plays Around (Demo)                              | MacManus, O'Riordan       | 2:42  |
| 26. | Put Your Big Toe in the Milk of Human Kindness (Demo) |                           | 3:16  |
| 27. | Last Boat Leaving (Demo)                              |                           | 3:29  |
| 28. | The Ugly Things                                       | Nick Lowe                 | 2:55  |
| 29. | You're No Good                                        | Clint Ballard Jr.         | 2:21  |
| 30. | Point of No Return                                    | Gerry Goffin, Carole King | 2:33  |
| 31. | The Room Nobody Lives In                              | John Sebastian            | 4:46  |
| 32. | Stalin Malone (Version vocale)                        |                           | 3:11  |

- Cette réédition place l'album original et l'intégralité des pistes bonus sur deux disques séparés.

## Personnel
- Declan MacManus - Chant; Guitare; Guitare basse; Claviers; Cloches
- T-Bone Burnett - Guitare; Guitare basse
- Ralph Forbes - Batterie; Boîte à rythmes
- Mitchell Froom - Claviers

### Personnel supplémentaire
- Lionel Batiste - Grosse caisse
- Derek Bell - Harpe irlandaise; Hammered dulcimer
- Michael Blair - Glockenspiel; Marimba; Tambourin; Xylophone; Cloches; Timbales; Vibraphone; "Essieu d'Oldsmobile"; "Enclume"; "Coups de fouet"; "Table magique"; "Aboiement de chien martien"
- Gregory Davis - Trompette
- The Dirty Dozen Brass Band - Arrangements cordes; Arrangements cuivres
- John Donnely - Boîte à rythmes
- Frankie Gavin - Fiddle
- William Green - Batterie
- Kevin Harris - Saxophone ténor
- Chrissie Hynde - Chant d'accompagnement
- Charles Joseph - Trombone
- Kirk Joseph - Sousaphone
- Jim Keltner - Percussions
- Roger Lewis - Saxophone baryton; Saxophone soprano
- Dónal Lunny - Guitare; Bouzouki
- Jerry Marotta - Batterie
- Jenell Marshall - Caisse claire
- Paul McCartney - Guitare basse
- Roger McGuinn - Guitare; Guitare basse
- Christy Moore - Bodhrán
- Buell Neidlinger - Violoncelle; Contrebasse
- Cait O'Riordan - Maracas; Cloches
- Marc Ribot - Guitare; Banjo; divers sons
- Jerry Scheff - Guitare basse; Contrebasse
- Davy Spillane - Flûtes
- Benmont Tench - Claviers
- Pete Thomas - Batterie
- Allen Toussaint - Piano
- Efrem Towns - Trompette
- Steve Wickham - Fiddle
- T-Bone Wolk - Accordéon; Guitare basse